# Centory
Créé en 1994 par les producteurs Alex Trime (Alexander Strasser) et Sven 'DELgado' Jordan (Sven Kirschner) autour de l'ancien rappeur de Snap!, Turbo B, Centory est un groupe de dance originaire d'Allemagne. Le groupe utilise plusieurs chanteuses selon les singles : Lori Glori, Anita Davis, Janet Henry et Christiane Eiben.
Leur premier single Point of No Return sort en 1994 sous le label CDL (Cologne Dance Label), au Royaume-Uni sous EMI Records. Le single rencontre un grand succès (#3 en France, #18 en Autriche, #16 en Allemagne, #35 en Suisse), justifiant la sortie de remixes quelques mois plus tard.
La sortie du single est accompagnée d'un vidéoclip dont certaines scènes devront être censurées pour obtenir l'autorisation de diffusion à la télévision.
Le single suivant est Take It to the Limit, sorti fin 1994 (#22 en Autriche, #22 en Allemagne, #37 en Suisse).
Le groupe enregistre également le titre Merry, Merry X-Mas qui figure sur la compilation allemande thématique Bravo Dance X-Mas. Il ne sortira jamais qu'en promo fin 1994.
Leur unique album Alpha Centory sort début 1995 (#48 des ventes d'album en Allemagne), suivi du single Eye in the Sky qui rencontre moins de succès que ses prédécesseurs (#48 en France, #99 en Allemagne).
La même année sort le single The Spirit.
En 1996, le rappeur Trey D. prend la succession de Turbo B. sur le single Girl You Know It's True, une reprise très RnB des Milli Vanilli. Ce sera le dernier single de Centory. Il est accompagné d'un vidéoclip tourné dans un parc d'attraction, sous la direction de Lionel C. Martin. 4 membres des Backstreet Boys font une apparition dans le clip.
L'équipe musicale de Centory a également contribué au premier album remix de Cerrone, sorti en 1995, en remixant deux titres : Mercy et Heart of Me,.

## Discographie
Albums
Alpha Centory (1995)
1. Alpha Centory Intro
2. Take It To The Limit (Radio Version)
3. The Spirit
4. Eye In The Sky
5. Can I Hear You More
6. Make A Wish (Close Your Eyes) Part 1
7. Feel Alright
8. Point Of No Return
9. What's On Your Mind
10. Make A Wish (Close Your Eyes) Part 2
11. Take It To The Limit (No Limit Remix)
12. Feel Alright (Unplugged)

Singles
- Point Of No Return (août 1994)
- Point Of No Return remixes (1994)
- Take It To The Limit (octobre 1994)
- Take It To The Limit remixes (1995)
- Eye In The Sky (1995)
- The Spirit (1995)
- Girl You Know It's True (1996)